# 行政区 (ニューヨーク市)

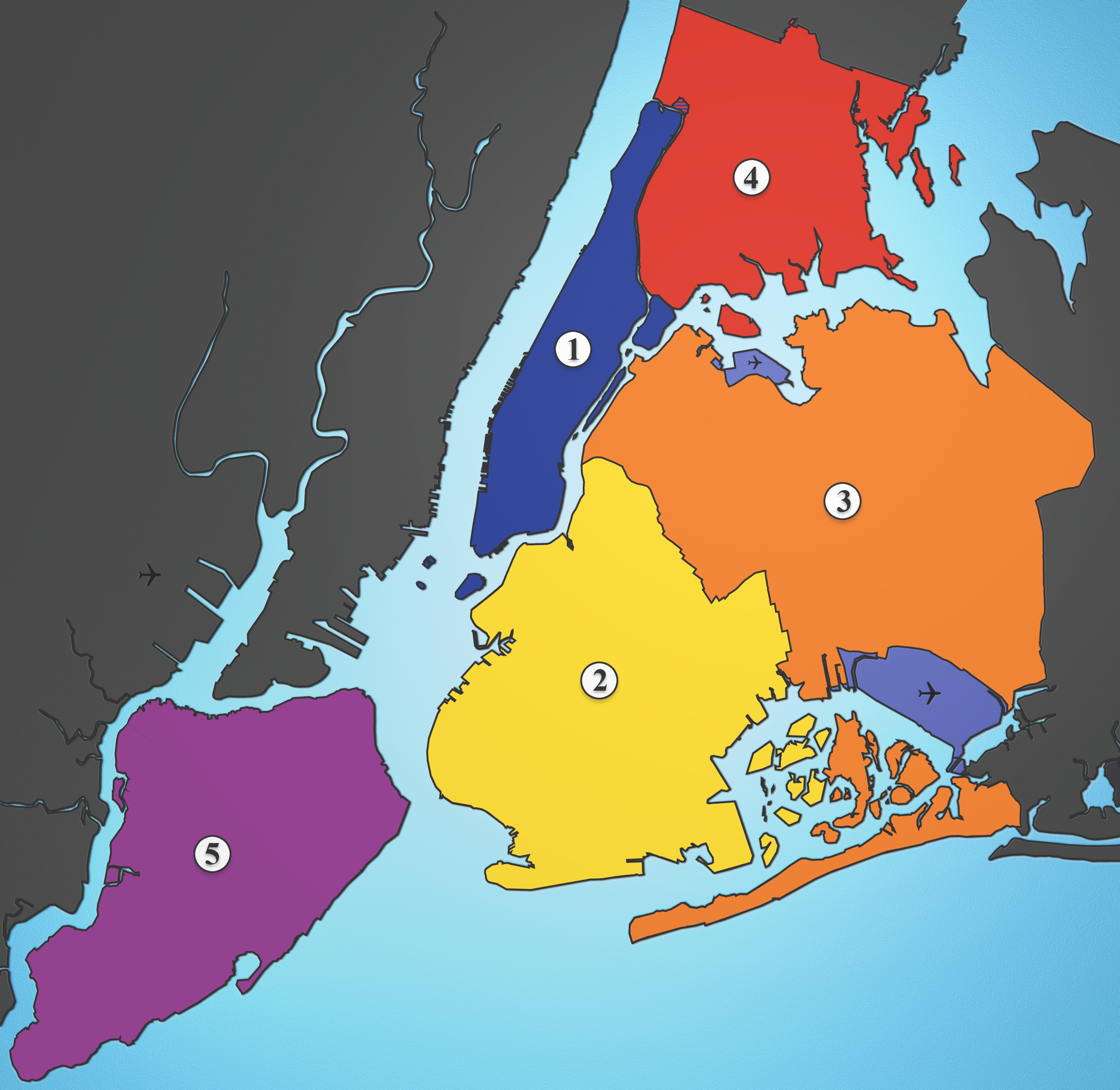
ニューヨークの5つの区
● ① マンハッタン
● ② ブルックリン
● ③ クイーンズ
● ④ ブロンクス
● ⑤ スタテンアイランド

ニューヨーク市の区（borough 英語発音: [ˈbəːrou]）は、同市の行政区である。日本語においては「区」の他、原語の綴りを基にした「ボロー（ボロウ）」等の各種表記も見られる。
同市内には5つの区（マンハッタン区、ブルックリン区、クイーンズ区、ブロンクス区、スタテンアイランド区）があるため、同市を指してthe five boroughs（ファイブ・ボロース、五区）と呼ぶことがある。これは、同市の中心はマンハッタンであるという考えに対し、ニューヨーク市の各区を平等で統一的に扱う文脈で主に用いられる。それに対して、outer boroughs（アウター・ボロース、外側の区）と言えば、マンハッタン以外の行政区を指す。ただし、ニューヨーク市の地理的な中心は、マンハッタンではなくブルックリンとクイーンズの境界あたりである。
各区はニューヨーク州における郡（county 英語発音: [ˈkaunti]）に相当する行政区画であり、各区と範囲が一致するニューヨーク州の郡がそれぞれ置かれているが、組織や権限は同市以外の各郡と比べて低い。これは1898年にこれらの区が誕生した際に、郡政府（および郡内の市町村政府）は廃止されニューヨーク市政府に統合されたことによる。

## 概要
連邦国家であるアメリカ合衆国において地方行政区分は州ごとに異なるが、一般に州の下位に郡、郡の下位に基礎自治体（日本の市町村にあたる）が置かれ、それぞれが行政機関として機能している。ニューヨーク州でも同様であるが、ニューヨーク市では市内に郡があるという逆転現象が起きている。これは、1898年にニューヨーク市が周辺自治体を合併する際、市内に内包された郡 (county) や基礎自治体（cityやtown）を総て廃止し、替わりに5つの区 (borough) を設置したが、州行政において郡単位でなされるもの（地方検事の選任など）があるため、市全体を郡相当とせず、5区それぞれを郡相当としたことによる。すなわちニューヨーク市内の郡は名目的なものであり、同市以外の郡と同様な行政機関としての機能を持たない。
同市の行政区である5区には、合併以前のニューヨーク市域に相当するマンハッタン区に市役所、同区以外に区役所（ブロンクスでは郡庁舎と呼ばれている）が置かれており、各区ごとに区長が選任されている。マンハッタン区長オフィスはマンハッタン・ミュニシパル・ビルディングに置かれている。1990年にニューヨーク市財政評価委員会が廃止されて以来、区長には最低限の権限しか認められておらず、区に立法権はない（日本の政令指定都市の行政区に近い）。市の立法権はニューヨーク市議会に、行政権はニューヨーク市長にある。

## 一覧

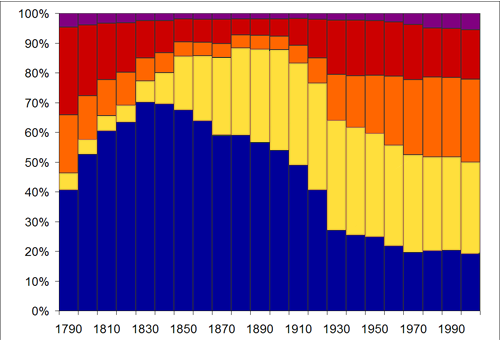
各区のニューヨーク市全体に対する人口比（％）：
1. マンハッタン、
2. ブルックリン、
3. クイーンズ、
4. ブロンクス、
5. スタテンアイランド（各区が誕生する1898年以前の人口は現在の区域内のものを集計）

| ニューヨーク市の行政区要覧     |                |                           |        |         |
| 領域                           | 領域           | 人口                      | 面積   | 面積    |
| 行政区                         | 郡             | （2010年4月1日 国勢調査） | mi2    | km2     |
| 1. マンハッタン                | ニューヨーク   | 1,626,159                 | 23     | 59      |
| 2. ブルックリン                | キングズ       | 2,592,149                 | 71     | 183     |
| 3. クイーンズ                  | クイーンズ     | 2,296,175                 | 109    | 283     |
| 4. ブロンクス                  | ブロンクス     | 1,418,733                 | 42     | 109     |
| 5. スタテンアイランド          | リッチモンド   | 472,621                   | 58     | 151     |
| ニューヨーク市                 | ニューヨーク市 | 8,405,830                 | 303    | 786     |
| ニューヨーク州                 | ニューヨーク州 | 19,651,127                | 47,214 | 122,284 |
| 出典: アメリカ合衆国国勢調査局 |                |                           |        |         |

## 歴史
1899年、現在のニューヨーク市の境界線が確定した際、全ての区が同時に誕生した。ブロンクス区は、1914年にブロンクス郡が誕生するまでは、ウエストチェスター郡から割譲されたニューヨーク郡の一部であった。クイーンズ区はクイーンズ郡の東側の地区のみで構成されていたが、1899年にクイーンズ郡の西側の3つの町が合併してナッソー郡としてクイーンズ郡から分離したことで、この区と郡は範囲が同じとなった。スタテンアイランド区は、かつてはリッチモンド区という名称であったが、1975年に一般的に呼ばれていた現在の名称に改名された。

## 第6区
ニューヨーク市周辺の幾つかの都市やウォーターフロントは、ニューヨーク市の影響が強く、第6の区 (Sixth borough) と呼ばれることがある。